# Melanoplus madeleineae
Melanoplus madeleineae är en insektsart som beskrevs av Joyce Winifred Vickery och D.K.M. Kevan 1977. Melanoplus madeleineae ingår i släktet Melanoplus och familjen gräshoppor. Inga underarter finns listade i Catalogue of Life.